# Salon international des bandes dessinées
Pour les articles homonymes, voir Festival de la bande dessinée.
Le Salon international des bandes dessinées, en italien Salone Internazionale dei Comics, est le plus ancien festival de bande dessinée en Europe et l'un des plus importants. Sa première édition remonte au mois de février 1965 à Bordighera. L'année suivante, l'évènement se tient à Lucques jusqu'en 1992 puis il a lieu à Rome de 1993 à 2005. En 1995, le festival de Lucques prend le nom de Lucca Comics and Games. Le salon international des bandes dessinées a servi de modèle au festival international de la bande dessinée d'Angoulême.

## Histoire
Le Salon international des bandes dessinées est le plus ancien festival de bande dessinée en Europe. Sa première édition remonte au mois de février 1965 à Bordighera, à l'initiative de Romano Calisi, d'Umberto Eco et de Claudio Bertieri (it). Calisi, enseignant à l'Université de Rome et assistant de Luigi Volpicelli (it), enseigne à la faculté de pédagogie où il fonde un groupe consacré à la communication de masse. Ce groupe étudie notamment la bande dessinée et rassemble des « archives internationales sur les périodiques de bande dessinée » (Archivio Internazionale sulla Stampa a Fumetti). Le groupe prévoit des rencontres entre universitaires pour étudier ce média et publie des travaux entre 1961 et 1965. En février 1965, Calisi organise un vaste congrès à Bordighera sur le thème des bandes dessinées, intitulé 1° Salone Internazionale dei Comics. Y affluent intellectuels, journalistes, professionnels de la communication ; la presse se fait largement l'écho de la manifestation. Il s'agit du premier congrès international sur le 9e art. Le maire de Lucques, Giovanni Martinelli, fasciné par cet évènement, propose immédiatement d'héberger l'édition suivante.
L'édition suivante, en septembre, est organisée à Lucques. À partir de 1967, le festival est l'occasion de décerner des prix culturels, dont le prix Yellow-Kid. Après la quatrième édition, Calisi abandonne la direction ; Rinaldo Traini (it) exerce cette fonction, tandis que se créé l'association culturelle sans but lucratif « Immagine - Centro di Studi Iconografici » en 1969, qui détient le prix Yellow-Kid. La manifestation a lieu chaque année jusqu'en 1976, puis elle devient biannuelle. En 1988, des problèmes financiers entre la municipalité et l'organisateur des festivités empêchent la tenue du salon, qui reprend en 1990.
Par la suite, Immagine s'installe à Rome où elle organise le Salon de 1995 à 2005 sous le nom d’Expocartoon tandis que la municipalité de Lucca crée un nouveau festival sous le nom de Lucca Games. Ce dernier festival est le plus fréquenté en Europe, avec 500,000 visiteurs en 2014.
Le salon de Lucques a servi de modèle au Festival international de la bande dessinée d'Angoulême, dont la première édition remonte à 1974 : Francis Groux et Jean Mardikian, accompagnés de Claude Moliterni, s'y rendent en novembre 1973. Impressionnés par l'allure professionnelle de cet évènement, Groux et Mardikian lancent le salon d'Angoulême, sous le parrainage de celui de Lucques, qui leur fournit des documents utiles ; ils en imitent les procédés, comme le jury.